# Ricardo Jaime del Val
Ricardo Jaime del Val (1934 - Carmen de Patagones, 1996) fue un político y ganadero argentino, perteneciente al Partido Justicialista, que ocupó el cargo de Gobernador de la Provincia de Santa Cruz, entre el 10 de diciembre de 1987 hasta su destitución el 6 de julio de 1990 por la Cámara de Diputados de Santa Cruz tras un grave conflicto salarial.

## Carrera
Integró con José Ramón Granero como vicegobernador, la fórmula del Partido Justicialista (PJ) que resultó vencedora en las elecciones de septiembre de 1987 en Santa Cruz. Asumió el 10 de diciembre de 1987.
Su gestión se vio envuelta en una crisis por aumentos salariales a empleados públicos, los cuales por problemas deficitarios del gobierno provincial era imposible sobrellevar. Los conflictos entre sindicatos y organizaciones sociales por la situación llevaron a graves incidentes entre estos y la policía provincial, lo que derivó en la renuncia del Ministro de Gobierno provincial y el apartamiento del Jefe de la Policía, y posterior acuartelamiento de aquella fuerza. Además fue acusado de utilizar equipamiento estatal para obras de pavimento en su estancia privada.
Aunado a las internas del PJ provincial, se presentan los pedidos de juicio político en la Cámara de Diputados, tanto por el justicialismo como por la Unión Cívica Radical (UCR). El 31 de mayo de 1990 es suspendido por treinta días, asumiendo Granero las funciones del poder ejecutivo provincial, para finalmente ser encontrado culpable en juicio político el 25 de junio de ese año.
Después de su destitución, se retiró completamente de la función pública y se radicó en Bahía Blanca, con su mujer. Falleció en un accidente automovilístico.